# 流石薹草
流石薹草（学名：Carex hirtelloides）为莎草科薹草属的植物，是中国的特有植物。分布于中国大陆的云南西北部、四川西部等地，生长于海拔4,300米至4,900米的地区，见于山坡，目前尚未由人工引种栽培。